# 메스

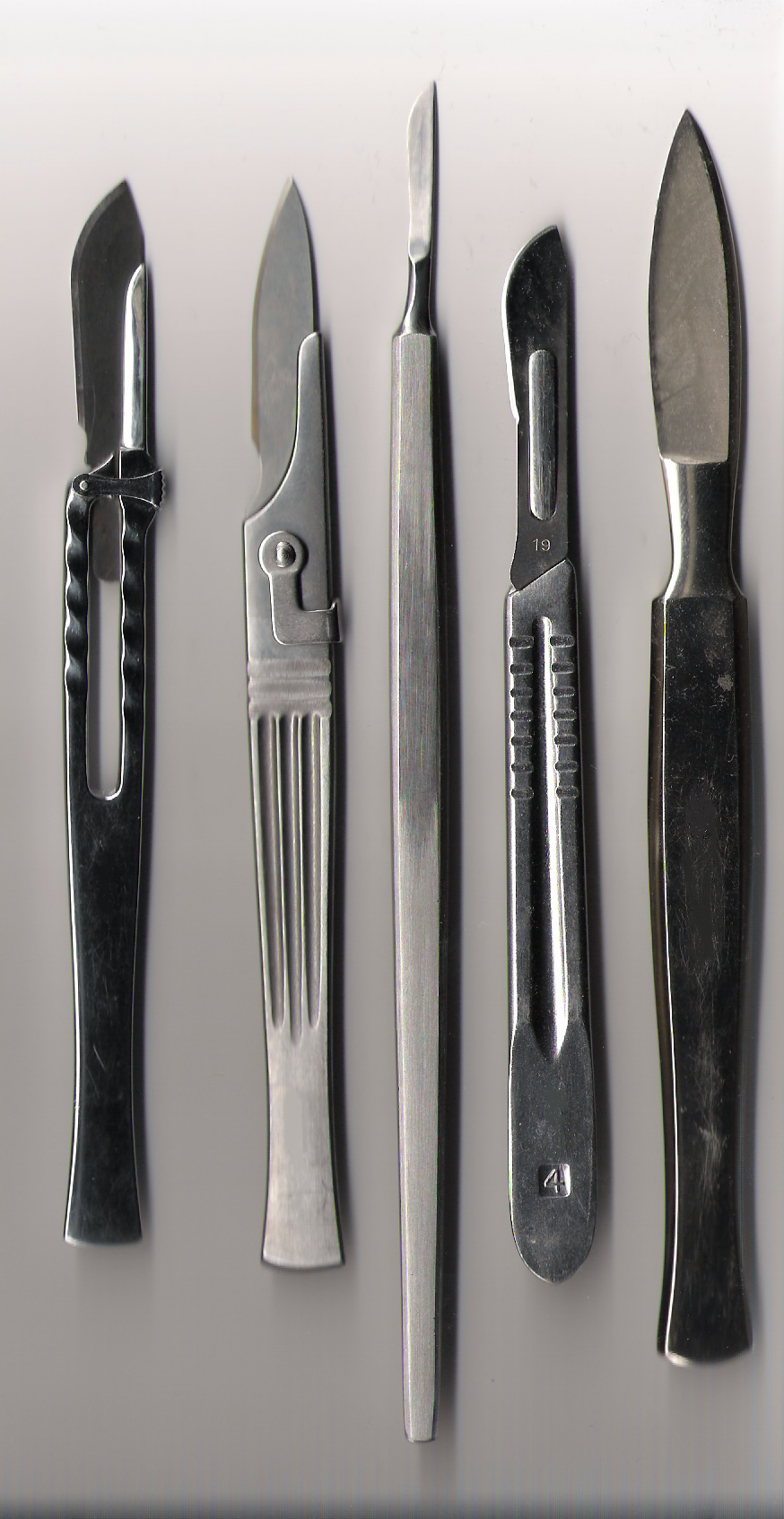
메스. 맨 오른쪽의 것은 피침(披針, lancet)이라고 한다.

메스(네덜란드어: mes, 독일어: skalpell, 영어: scalpel, lancet, bistoury)는 수술·해부 등에 쓰이는 작고 날카로운 칼이다. 메스는 일회용이거나 다회용이며, 다회용일 경우 칼날을 교체할 수 있는 것과 없는 것이 있다. 작은 것을 절개할 때에는 연필을 잡는 것처럼 칼을 쥔다(pencil grip).
재사용 가능한 메스는 날카롭게 할 수 있는 영구적으로 부착된 칼날을 가질 수 있으며, 더 일반적으로는 제거 가능한 일회용 칼날을 가질 수 있다. 일회용 메스는 일반적으로 확장 가능한 칼날(다용도 칼과 같은)이 있는 플라스틱 손잡이가 있으며 한 번 사용한 후 전체 기구를 폐기한다. 메스 칼날은 일반적으로 멸균 파우치에 개별적으로 포장되지만 비멸균 제품도 제공된다. 양날 메스를 "란셋"이라고 한다.
메스 날은 일반적으로 경화 및 강화 강철, 스테인레스 스틸 또는 고 탄소강으로 만들어진다. 또한 티타늄, 세라믹, 다이아몬드, 심지어 흑요석 칼도 드물지 않다. 예를 들어, MRI 유도 하에 수술을 수행할 때 강철 칼날은 사용할 수 없다(칼날이 자석에 끌려 이미지 아티팩트가 발생할 수도 있음). 역사적으로 수술용 메스에 선호되는 재료는 은이었다. 일부 제조업체에서는 날카로움과 가장자리 유지력을 향상시키기 위해 질화지르코늄 코팅 가장자리를 갖춘 메스 날도 제공한다. 다른 업체에서는 절단 중 윤활성을 높이기 위해 폴리머 코팅된 날을 제조한다. 외과용 메스의 대안으로는 전기소작술과 레이저가 있다.

## 메스의 종류
| 칼날 번호 | 사진 | 호환 손잡이                         |
| --------- | ---- | ----------------------------------- |
| No. 6     |      | B3, 3, 3 Graduated, 3 Long, 5, 7, 9 |
| No. 9     |      | B3, 3, 3 Graduated, 3 Long, 5, 7, 9 |
| No. 10    |      | B3, 3, 3 Graduated, 3 Long, 5, 7, 9 |
| No. 10a   |      | B3, 3, 3 Graduated, 3 Long, 5, 7, 9 |
| No. 11    |      | B3, 3, 3 Graduated, 3 Long, 5, 7, 9 |
| No. 11P   |      | B3, 3, 3 Graduated, 3 Long, 5, 7, 9 |
| No. E11   |      | B3, 3, 3 Graduated, 3 Long, 5, 7, 9 |
| No. E/11  |      | B3, 3, 3 Graduated, 3 Long, 5, 7, 9 |
| No. 12    |      | B3, 3, 3 Graduated, 3 Long, 5, 7, 9 |
| No. 12D   |      | B3, 3, 3 Graduated, 3 Long, 5, 7, 9 |
| No. 13    |      | B3, 3, 3 Graduated, 3 Long, 5, 7, 9 |
| No. 14    |      | B3, 3, 3 Graduated, 3 Long, 5, 7, 9 |
| No. 15    |      | B3, 3, 3 Graduated, 3 Long, 5, 7, 9 |
| No. 15A   |      | B3, 3, 3 Graduated, 3 Long, 5, 7, 9 |
| No. 15C   |      | B3, 3, 3 Graduated, 3 Long, 5, 7, 9 |
| No. 15T   |      | B3, 3, 3 Graduated, 3 Long, 5, 7, 9 |
| No. D/15  |      | B3, 3, 3 Graduated, 3 Long, 5, 7, 9 |
| No. 16    |      | B3, 3, 3 Graduated, 3 Long, 5, 7, 9 |
| No. 17    |      | B3, 3, 3 Graduated, 3 Long, 5, 7, 9 |
| No. 18    |      | 4, 4 Graduated, 4 Long, 6           |
| No. 19    |      | 4, 4 Graduated, 4 Long, 6           |
| No. 20    |      | 4, 4 Graduated, 4 Long, 6           |
| No. 21    |      | 4, 4 Graduated, 4 Long, 6           |
| No. 22    |      | 2, 4, 5, 6                          |
| No. 22A   |      | 4, 4 Graduated, 4 Long, 6           |
| No. 23    |      | 4, 4 Graduated, 4 Long, 6           |
| No. 24    |      | 4, 4 Graduated, 4 Long, 6           |
| No. 25    |      | 4, 4 Graduated, 4 Long, 6           |
| No. 25a   |      | 4, 4 Graduated, 4 Long, 6           |
| No. 26    |      | 4, 4 Graduated, 4 Long, 6           |
| No. 27    |      | 4, 4 Graduated, 4 Long, 6           |
| No. 34    |      | 4, 4 Graduated, 4 Long, 6           |
| No. 36    |      | 4, 4 Graduated, 4 Long, 6           |
| No. 40    |      | B3, 3, 3 Graduated, 3 Long, 5, 7, 9 |
| No. PM40  |      | Stainless PM Handle                 |
| No. PM40B |      | Stainless PM Handle                 |
| No. 60    |      | 4, 4 Graduated, 4 Long, 6           |
| No. PM60  |      | PM8                                 |
| No. PM60B |      | PM8                                 |

## 같이 보기
- 레이저 수술
- 란셋
- 점액 과다 분비